# Боррелло
Борре́лло (итал. Borrello; на местном диалекте — Burièlle) — коммуна в Италии, расположена в регионе Абруццо, подчиняется административному центру Кьети.
Население составляет 444 человека, плотность населения составляет 32 чел./км². Занимает площадь 14 км². Почтовый индекс — 66040. Телефонный код — 0872.